# Kyle (Texas)
Kyle és una població dels Estats Units a l'estat de Texas. Segons el cens del 2008 tenia 26.103 habitants.

## Demografia
Segons el cens del 2000, Kyle tenia 5.314 habitants, 1.491 habitatges, i 1.209 famílies. La densitat de població era de 347,2 habitants/km².
Dels 1.491 habitatges en un 50,2% hi vivien nens de menys de 18 anys, en un 63,5% hi vivien parelles casades, en un 12,9% dones solteres, i en un 18,9% no eren unitats familiars. En el 13,6% dels habitatges hi vivien persones soles el 4,4% de les quals corresponia a persones de 65 anys o més que vivien soles. El nombre mitjà de persones vivint en cada habitatge era de 3,22 i el nombre mitjà de persones que vivien en cada família era de 3,58.
Per edats la població es repartia de la següent manera: un 31,2% tenia menys de 18 anys, un 11,3% entre 18 i 24, un 39,3% entre 25 i 44, un 13,1% de 45 a 60 i un 5,1% 65 anys o més.
L'edat mediana era de 28 anys. Per cada 100 dones de 18 o més anys hi havia 124,3 homes.
La renda mediana per habitatge era de 47.534$ i la renda mediana per família de 50.197$. Els homes tenien una renda mediana de 30.956$ mentre que les dones 26.868$. La renda per capita de la població era de 15.252$. Aproximadament el 4,8% de les famílies i el 7% de la població estaven per davall del llindar de pobresa.

## Poblacions més properes
El següent diagrama mostra les poblacions més properes.